# Иашвили, Луарсаб Сейтович
Луарсаб Сейтович Иашвили (груз. ლუარსაბ სეითის ძე იაშვილი; 1 [14] апреля 1907, Тифлис, Тифлисская губерния, Российская империя — 29 октября 1993, Тбилиси, Грузия) — грузинский скрипач, альтист и педагог. Заслуженный деятель искусств Грузинской ССР (1961).

## Биография
Родился 1 [14] апреля 1907 года в Тифлисе.
В 1915 году поступил в грузинскую гимназию, где пел в ученическом хоре под руководством З. П. Палиашвили. В 1930 году окончил финансово-экономический факультет Тбилисского университета и Тбилисскую консерваторию по классу скрипки у В. Р. Вильшау, в 1935 — аспирантуру при Ленинградской консерватории по классу альта. С 1935 года работал преподавателем по классам скрипки и альта Тбилисской консерватории (с 1934 года был профессором). В 1928—1944 годах был участником Государственного квартета Грузинской ССР. В 1967—1971 годах преподавал в Каирской консерватории.
Ушёл из жизни 29 октября 1993 года в возрасте 86 лет в Тбилиси.